# Rumeneča kolobarnica
Rumeneča kolobarnica (znanstveno ime Tricholoma scalpturatum) je gliva iz rodu kolobarnic (Tricholoma).

## Značilnosti
Klobuk ima premer od 2,5 do 8 cm. Sprva je obokan, a hitro postane ploščato razširjen. Na sredini ima majhni grbico. Površina je prekrita z rahlimi vlakni in luskami. Barva je sprva sivkasto rjava z rahlim vijoličnim odtenkom, nato postane svetlejša in kremasta. Barva lusk je od temno sivo-rjave do črno-rjave z rdečkastim odtenkom. Starejši primerki porumenijo.
Lističi so ob betu zaokroženo zarezani, kar je značilno za vse kolobarnice. Barva je sprva bela, s starostjo postane rumena.
Bet je visok od 3 do 6 cm in debelina od 0,6 do 1,2 cm. Je valjast z odebeljenim dniščem in poln. Površina je vzdolžno vlaknata in svilnato sijoča, belkasta ali rahlo siva, pri starejših primerkih porumeni.
Meso je belo in s starostjo porumeni. Ima šibek okus in vonj po moki.

## Razširjenost in življenjski prostor
Razširjena je po celotni Evropi. Pojavlja se v skupinah v listnatih in mešanih gozdovih, v parkih, gozdovih, na robovih cest. Z drevesi tvori mikorizno sožiteljsko razmerje. Najdemo jo lahko od julija do avgusta. Najraje ima alkalna tla.

## Mikroskopske značilnosti
Trosni odtis je bele barve. Trosi so elipsasti, neamiloidni in merijo 5–6 x 3–4 μm.

## Podobne vrste
- prstena kolobarnica (Tricholoma terreum) ima sive lističe in nima vonja po moki
- zimska kolobarnica (Tricholoma portentosum) nima kosmičastega ampak žarkasto vlaknat klobuk
- pegasta kolobarnica (Tricholoma pardinum) je strupena in nikoli nima rumenih barvnih odtenkov

## Uporabnost
Užitna.